# Mew
Mew (ミュウ, Myū) és una de les espècies de Pokémon que apareixen a la franquícia Pokémon, una sèrie de videojocs, anime, mangues, llibres, cartes col·leccionables i altres mitjans que fou inventada per Satoshi Tajiri i ha generat milers de milions de dòlars en beneficis per a Nintendo i Game Freak. Se'l considera un Pokémon mític tant en els videojocs com en els mangues i l'anime de Pokémon.
El seu creador, el programador de Game Freak Shigeki Morimoto, afegí Mew a Pokémon Red i Blue com a personatge secret. Per aquest motiu, la seva presència ha estat envoltada de rumors i llegendes que han contribuït a l'èxit de la franquícia Pokémon. En aquests jocs, Mew només es pot obtenir en esdeveniments de distribució de Pokémon.
Mew feu el seu debut filmogràfic en Pokémon: The First Movie, que protagonitza juntament amb Mewtwo. La pel·lícula revelà que una pestanya fossilitzada de Mew descoberta per un equip de científics a la selva de la Guyana havia sigut utilitzat per crear Mewtwo, un clon de Mew millorat mitjançant enginyeria genètica. Mew tornà a aparèixer en Pokémon: Lucario and the Mystery of Mew, on també era un dels personatges principals, aquesta vegada juntament amb Lucario. La trama secundària de la pel·lícula gira al voltant de la misteriosa història de Mew i com arribà a ser tan poderós. Un dels protagonistes de Pokémon: The Mastermind of Mirage Pokémon és un Mew miratge que ajuda Ash i els seus amics a derrotar el Mirage Master (‘Mestre dels Miratges’).

## Concepte i creació
A diferència dels primers personatges de la franquícia Pokémon, el desenvolupament de Mew no fou supervisat per Ken Sugimori, sinó per Shigeki Morimoto, programador de Game Freak. Morimoto programà Mew al joc sense dir-ho a ningú per tal de fer una broma al personal de l'empresa just abans que es llancés el joc al Japó, amb la intenció que fos un Pokémon que només pogués ser conegut i obtingut pels treballadors de Game Freak. Afegí Mew a l'últim moment del desenvolupament de Pokémon Red i Blue, quan el sistema de depuració ja havia estat eliminat, cosa que deixava prou espai lliure per afegir el personatge, tot i que li havien dit que no fes cap més canvi al joc. Malgrat que els desenvolupadors no volien que els jugadors poguessin obtenir Mew, una fallada tècnica ho feu possible.
A la primavera del 1996, el president de Game Freak, Satoshi Tajiri, feu servir la revista japonesa de manga CoroCoro Comic per fer una presentació experimental de Mew i regalar les primeres cartes col·leccionables d'aquest Pokémon, cosa que sorprengué molts dels treballadors de Game Freak, incloent-hi Morimoto.
Davant l'èxit de l'experiment, el 15 d'abril del 1996 Game Freak anuncià una competició per donar públicament Mew a 151 guanyadors. Tajiri digué que havia fet servir Mew per aixecar expectació al voltant d'un «personatge invisible» dins el joc, mantenir l'interès en la franquícia i crear rumors i llegendes sobre el joc que es propaguessin de boca en boca. L'aposta li sortí bé, ja que augmentaren les vendes del joc.

### Disseny i característiques
Morimoto dissenyà Mew com un Pokémon felí de color rosa pàl·lid (igual que a l'anime, les cartes o els articles de marxandatge), amb els ulls grossos i una cua llarga i prima que es torna més ampla cap a la punta, tot i que als jocs també se'n poden veure de blaus. Té la pell coberta d'una capa de pèl curt i fi que només es pot veure al microscopi. El seu ADN combina els gens de totes les espècies de Pokémon que existeixen. És tímid i rarament es deixa veure pels humans. És un dels Pokémon mítics de la primera generació, juntament amb Articuno, Zapdos, Moltres i Mewtwo. Ocupa el lloc número 151 a la Pokédex Nacional, entre Mewtwo (150) i Chikorita (152), cosa que en fa l'últim Pokémon de la seva generació. Als jocs de la primera generació i els seus remakes, hi ha diaris a la Mansió Pokémon de Cinnabar Island que diuen que Mew fou descobert a les profunditats de la selva de Guyana (Sud-amèrica) el dia 5 de juliol d'un any no especificat, que rebé el seu nom el dia 10 de juliol i que «don[à] a llum» Mewtwo el dia 6 de febrer». Tant el nom japonès ミュウ, Myū, com la seva forma romanitzada, «Mew», deriven de les paraules angleses mutant o mutation.
En el món dels jocs hi ha estudiosos que pensen que Mew és l'avantpassat de tots els altres Pokémon. La quarta generació de Pokémon introduí Arceus, un Pokémon «déu» que segons la mitologia del joc és el creador de l'Univers. Això engegà un debat entre els fans sobre quin Pokémon venia abans, Mew o Arceus.
En els videojocs, Mew pot aprendre tots els atacs que es poden ensenyar. A part de Ditto i Smeargle (aquest últim, gràcies a l'atac Sketch [‘Esquema’]), és l'únic Pokémon capaç de transformar-se en altres Pokémon mitjançant el atac Transform (‘Transformació’). A l'anime també es pot veure la seva capacitat de volar, teleportar-se, canviar de forma, crear grans bombolles roses d'energia psíquica (que li serveixen, entre altres coses, per protegir-s'hi, esmorteir impactes o simplement divertir-se botant-hi a sobre) i fer-se invisible.
Igual que Mewtwo, Mew és un Pokémon de tipus psíquic amb atributs potents. La seva capacitat d'aprendre gairebé tots els atacs en fa un Pokémon extremament polivalent en els combats, alhora que els seus atributs equilibrats (100 de cada atribut) li permeten respondre adequadament a una gran varietat de situacions. Smogon, per exemple, destaca la seva eficàcia a l'hora d'enfrontar-se a Pokémon defensius o d'eliminar els obstacles que altres Pokémon hagin posat al camp de batalla. Tanmateix, és més feble contra certs Pokémon de tipus foc, bestiola o sinistre, així com els que poden infligir-li cremades, paràlisi o enverinament.

## Aparicions

### Videojocs
Encara que en Pokémon Red i Pokémon Blue hi ha un diari a la Cinnabar Mansion que diu que Mew es troba a la Guyana, al principi, l'única manera lícita d'aconseguir Mew als videojocs Pokémon era participar en esdeveniments promocionals en els quals Nintendo el distribuïa. Mew fou revelat i posat a disposició dels jugadors per primera vegada al número d'abril del 1996 de CoroCoro Comics. La revista contenia una promoció anomenada «Oferta de Pokémon Llegendari», gràcies a la qual 20 participants elegits a l'atzar pogueren enviar el seu cartutx a Nintendo perquè l'empresa afegís Mew al seu joc. Altres jugadors se'l pogueren descarregar en esdeveniments promocionals organitzats per Nintendo poc després del llançament de Pokémon Red i Pokémon Blue. Aquest període s'acabà quan sortí My Pokémon Ranch, un joc en el qual es pot obtenir Mew de manera legítima i sense necessitat d'assistir a un esdeveniment. Es pot transferir un Mew d'una versió anterior a les edicions Pokémon Diamond, Pokémon Pearl, Pokémon Platinum, Pokémon HeartGold i Pokémon SoulSilver mitjançant el Pal Park. Es poden fer servir sistemes similars en Pokémon Black, Pokémon White, Pokémon Black 2, Pokémon White 2, Pokémon X, Pokémon Y, Pokémon Omega Ruby i Pokémon Alpha Sapphire per passar un Mew a aquestes versions.
Molts jugadors aprofitaren que els videojocs de la primera generació de Pokémon tenien molts errors transitoris al codi per capturar Mew de manera il·legítima. El més famós d'aquests mètodes permet atrapar qualsevol Pokémon, però es coneix amb el nom popular d'«error de Mew» perquè sovint es fa servir per capturar aquest Pokémon. Les generacions posteriors de videojocs tenen molts menys errors transitoris, però alguns jugadors han continuat utilitzant sistemes de trucs com ara GameShark i Action Replay per obtenir Mew.
Mew també és un dels Pokémon que poden eixir d'una Poké Ball a la sèrie Super Smash Bros. Quan surt, se'n va volant fins que desapareix de la pantalla. Té un paper important en Pokémon Snap, on és l'únic Pokémon que es pot fotografiar a l'últim nivell del joc, i PokéPark Wii: Pikachu's Adventure, en el qual el Pikachu protagonista ajuda Mew a reunir dotze resquills d'un prisma per salvar el PokéPark.
Des de l'estiu del 2017, es pot atrapar Mew en Pokémon Go.

### Anime
La primera aparició important de Mew a l'anime Pokémon fou com un dels protagonistes Pokémon: The First Movie. A la pel·lícula es considerava que estava extint des de feia molt de temps i que havia sigut «un Pokémon rar i llegendari, el més fort que mai ha existit». Després d'anys de recerca, un equip de científics aconsegueixen recombinar l'ADN de Mew per crear Mewtwo, un clon de Mew millorat mitjançant enginyeria genètica que es converteix en l'antagonista principal de la pel·lícula. La trama secundària de Pokémon: Lucario and the Mystery of Mew gira al voltant de la misteriosa història de Mew i com arribà a ser tan poderós. A la pel·lícula es pot veure un «arbre genealògic» dels Pokémon: el primer que hi apareix és Mew i l'últim és Ho-Oh. Mew també ha sortit a la sèrie de televisió de Pokémon, primer a l'especial The Mastermind of Mirage Pokémon (com a Pokémon miratge) i seguidament a l'episodi A Lean Mean Team Rocket Machine! (com a fantasia del Meowth del Team Rocket). Aquesta última aparició significa que tots els Pokémon de la primera generació ja han sortit almenys una vegada a la sèrie.

### Manga
Mew és un dels personatges de la sèrie de manga de Pokémon Pokémon Adventures. Mew, que al manga també és conegut com a «Pokémon fantasma», apareix al primer capítol, quan una organització criminal, el Team Rocket, intenta capturar-lo. L'entrenador de Pokémon Red també prova d'atrapar-lo, però Mew el derrota amb facilitat. Els capítols següents revelen que el Team Rocket vol aconseguir l'ADN de Mew per acabar de crear Mewtwo, de manera que Red i un altre entrenador, Green, uneixen forces per evitar que els criminals puguin capturar-lo.

## Impacte cultural

### Promoció i marxandatge

Els jugadors que obtenien Mew en concursos o esdeveniments organitzats per Nintendo rebien un certificat amb el número d'identificació del seu joc.

La promoció «Oferta de Pokémon Llegendari», publicada al número d'abril del 1996 de CoroCoro Comics, oferia a 20 guanyadors la possibilitat d'enviar el seu cartutx a Nintendo perquè l'empresa afegís Mew al seu joc. Mew fou un dels Pokémon pintats al fuselatge d'un Boeing 747-400 d'All Nippon Airways el 1998 per promocionar la franquícia Pokémon.
El setembre del 2006, per celebrar el llançament de Lucario and the Mystery of Mew i Pokémon Mystery Dungeon: Blue Rescue Team i Red Rescue Team, es donà a tots els jugadors que tinguessin una còpia de Ruby, Sapphire, Emerald, FireRed o LeafGreen l'oportunitat d'anar a Toys "R" Us per descarregar-se Mew de manera gratuïta. El DVD de Lucario and the Mystery of Mew venia amb una carta col·leccionable promocional de Mew.
Entre els productes de marxandatge de Mew s'inclouen peluixos, joguines de plàstic i contenidors de caramels. «Mew's Capture» (‘La captura de Mew’) fou una de les atraccions del parc d'atraccions itinerant Poképark.

### Acollida crítica
La revelació i distribució de Mew en esdeveniments han estat esmentades com un dels principals factors en l'èxit de la sèrie al Japó. L'«Oferta de Pokémon Llegendari» llançada al Japó atragué més de 78.000 participants, molt per sobre de la previsió inicial de 3.000. Satoru Iwata, conseller delegat de Nintendo, atribuí l'èxit dels videojocs a l'«Oferta de Pokémon Llegendari». A partir d'aquesta promoció, les vendes setmanals de Red i Green igualaren les vendes mensuals d'abans de l'oferta i, més endavant, les superaren per un factor de tres o quatre. Tanmateix, la revista Computer and Video Games criticà durament que Nintendo només volgués distribuir Mew als seus esdeveniments, alhora que assenyalava que ja no tenia sentit perquè de totes maneres Mew es podia aconseguir mitjançant l'ús de mecanismes per fer trampes, com ara el Pro Action Replay. Molts jugadors compraren mecanismes per fer trampes amb l'únic objectiu de capturar Mew. UGO.com inclogueren Mew a la seva llista d'«Els 25 Personatges Amagats Més Guais» en sisena posició. Els autors Tracey West i Katherine Noll consideraren que Mew era el millor Pokémon llegendari i el cinquè millor Pokémon en general.
Mew és considerat un dels millors Pokémon de Red, Blue i Yellow per les seves estadístiques equilibrades i la seva capacitat d'aprendre tots els atacs que es poden ensenyar mitjançant màquines tècniques o ocultes. En estudis sobre l'impacte de personatges ficticis en els infants, com els que es dugueren a terme a Pikachu's Global Adventure: The Rise and Fall of Pokémon, s'ha observat que Mew és popular entre les nenes joves, que són atretes pels personatges «bufons». Mewtwo, en canvi, és popular entre els nens més grans, que sovint prefereixen els personatges «durs» o que «fan por». El llibre Media and the Make-believe Worlds of Children feu una observació similar, descrivint Mew com a «infantil i dolç, amb una combinació de característiques poderoses i bufones», alhora que subratllava la importància del contrast entre Mew i Mewtwo pels nens i afirmava que aquest contrast era un dels factors que despertaven interès per Mew. IGN inclogué Mew a la seva llista de millors Pokémon de tipus psíquic, juntament amb Mewtwo, Alakazam i Starmie. El web descrigué Mew com a bon rival de Mewtwo, així com a Pokémon imprevisible per la seva capacitat de fer servir qualsevol màquina tècnica o oculta.